# رامربرگ
رامربرگ (به آلمانی: Ramerberg) یک شهر در آلمان است که در بایرن واقع شده‌است.

## خصوصیات
رامربرگ ۸٫۱۰ کیلومترمربع مساحت دارد ۴۸۰ متر بالاتر از سطح دریا واقع شده‌است.